# Il gatto con gli stivali (film 1988)
Il gatto con gli stivali (Puss in Boots) è un film del 1988 diretto da Eugene Marner e basato sull'omonima fiaba di Charles Perrault. Tra gli interpreti figurano Christopher Walken e Jason Connery.

## Trama
Un mugnaio morente divide i suoi unici possedimenti tra i tre figli: lascia il mulino al maggiore, l'asino al secondogenito, e il suo amato gatto, Puss, al figlio minore, Corin. 
Inizialmente deluso dalla sua eredità a quattro zampe, Corin presto scoprirà che Puss non è un micio come gli altri. Dopo aver calzato un bellissimo paio di stivali di cuoio, il gatto è pronto a darsi da fare per soddisfare Corin in tutto ciò che ha sempre desiderato!
Infatti Puss è un brillante stratega, che idea un ingegnoso piano per conquistare sia il favore del Re che il cuore della Principessa Vera per il suo nuovo padrone. Ma prima del lieto fine, dovrà affrontare un orco famelico, in grado di tramutarsi in ogni animale della terra.

## Distribuzione
Il film, appartenente alla raccolta Cannon Movie Tales, venne lanciato direttamente nel mercato Home Video, senza passare per le sale cinematografiche.
Nel 2005 è stato distribuito in DVD negli Stati Uniti dalla MGM/UA Home Entertainment, e nell'autunno 2009 il film è uscito anche in Italia, edito da 20th Century Fox.

## Colonna sonora
Segue un elenco dei brani inclusi nel film: 
1. Prologue;
2. A Happy Cat - Christopher Walken, Nick Curtis;
3. I'll Watch Over You - Cat's Lullaby - Christopher Walken;
4. Love at First Sight - Nick Curtis, Carmela Marner;
5. Genteel - Christopher Walken, Nick Curtis, Carmela Marner, Elki Jacobs;
6. Stick Your Neck out Now and Then - Christopher Walken, Carmela Marner, Nick Curtis.